# Chris Cariaso
Chris Vincent Cariaso (San Jose, 27 de maio de 1981) é um lutador americano de artes marciais mistas, atualmente compete no Peso Mosca do Ultimate Fighting Championship.

## Carreira no MMA
Profissional desde 2006, Cariaso já competiu em diversas organizações, obtendo grandes vitórias em promoções de MMA como Strikeforce e EliteXC, com todas suas lutas acontecendo em seu estado nativo da Califórnia.

### ISCF - International Sport Combat Federation
Cariaso ganhou o Título Peso Galo do ISCF em 24 de Outubro de 2009, onde ele derrotou Rolando Velasco por nocaute técnico aos 3:17 do segundo round.

### World Extreme Cagefighting
Cariaso fez sua estréia no WEC contra Rafael Rebello em 20 de Junho de 2010 no WEC 49. Ele venceu a luta por decisão unânime.
Cariaso em seguida enfrentou Renan Barão em 16 de Dezembro de 2010 no WEC 53. Ele perdeu a luta por finalização no primeiro round.

### Ultimate Fighting Championship
Em 28 de Outubro de 2010, o World Extreme Cagefighting fundiu-se com o Ultimate Fighting Championship. Como parte da fusão, todos os lutadores do WEC foram transferidos para o UFC.
Em sua primeira luta no UFC, Cariaso enfrentou Will Campuzano em 22 de Janeiro de 2011 no UFC: Fight for the Troops. Ele venceu a luta por decisão unânime.
Cariaso era esperado para enfrentar Norifumi Yamamoto em 28 de Maio de 2011 no UFC 130. Porém, Yamamoto foi forçado a se retirar da luta com uma lesão e foi substituído por Michael McDonald. Cariaso foi derrotado por decisão dividida para McDonald em uma decisão contestada.
Cariaso enfrentou o estreante no UFC Vaughan Lee em 5 de Novembro de 2011 no UFC 138. Ele venceu a luta por decisão dividida.
Cariaso enfrentou Takeya Mizugaki em 26 de Fevereiro de 2012 no UFC 144. Cariaso derrotou Mizugaki em uma contestada decisão unânime.
Cariaso optou por descer de categoria para a divisão dos moscas, onde ele enfrentou Josh Ferguson no UFC on Fuel TV: Muñoz vs. Weidman. Ele venceu a luta por decisão unânime.
Cariaso enfrentou John Moraga em 29 de Dezembro de 2012 no UFC 155. Ele foi finalizado no terceiro round com um estrangulamento.
Cariaso enfrentou Jussier Formiga em 18 de Maio de 2013 no UFC on FX: Belfort vs. Bisping. Ele perdeu a luta por decisão unânime.
Cariaso em seguida enfrentou Iliarde Santos em 9 de Outubro de 2013 no UFC Fight Night: Maia vs. Shields. Ele venceu a luta por nocaute técnico no segundo round.
Cariaso era esperado para enfrentar o estreante nos moscas Kyoji Horiguchi em 1 de Fevereiro de 2014 no UFC 169. Porém, uma lesão tirou Horiguchi do evento, sendo substituído por Danny Martinez. A luta foi muito equilibrada, e Cariaso venceu por decisão unânime.
Cariaso lutou contra Louis Smolka em 10 de Maio de 2014 no UFC Fight Night: Brown vs. Silva e venceu por decisão dividida.
A luta entre Horiguchi e Cariaso foi remarcada para 20 de Setembro de 2014 no UFC Fight Night: Hunt vs. Nelson. No entanto, o UFC moveu Cariaso para a luta pelo Cinturão Peso Mosca do UFC contra o campeão Demetrious Johnson em 30 de Agosto de 2014 no UFC 177. A luta contra Johnson foi movida para o UFC 178. Ele foi dominado durante todo o combate até ser finalizado com uma kimura no segundo round.
Cariaso enfrentou o campeão olímpico Henry Cejudo em 14 de Março de 2015 no UFC 185 e Sergio Pettis em 3 de Outubro de 2015 no UFC 192. Em ambas aparições foi derrotado por decisão unânime.

## Cartel no MMA
| Cartel no MMA   |             |            |
| 25 lutas        | 17 vitórias | 8 derrotas |
| Por nocaute     | 3           | 1          |
| Por finalização | 2           | 3          |
| Por decisão     | 12          | 4          |

| Res.    | Cartel | Oponente           | Método                    | Evento                               | Data       | Round | Tempo | Local                     | Notas                            |
| ------- | ------ | ------------------ | ------------------------- | ------------------------------------ | ---------- | ----- | ----- | ------------------------- | -------------------------------- |
| Derrota | 17-8   | Sergio Pettis      | Decisão (unânime)         | UFC 192: Cormier vs. Gustafsson      | 03/10/2015 | 3     | 5:00  | Houston, Texas            |                                  |
| Derrota | 17-7   | Henry Cejudo       | Decisão (unânime)         | UFC 185: Pettis vs. dos Anjos        | 14/03/2015 | 3     | 5:00  | Dallas, Texas             |                                  |
| Derrota | 17-6   | Demetrious Johnson | Finalização (kimura)      | UFC 178: Johnson vs. Cariaso         | 27/09/2014 | 2     | 2:29  | Sacramento, California    | Pelo Cinturão Peso Mosca do UFC. |
| Vitória | 17-5   | Louis Smolka       | Decisão (dividida)        | UFC Fight Night: Brown vs. Silva     | 10/05/2014 | 3     | 5:00  | Cincinnati, Ohio          |                                  |
| Vitória | 16-5   | Danny Martinez     | Decisão (unânime)         | UFC 169: Barão vs. Faber II          | 01/02/2014 | 3     | 5:00  | Newark, New Jersey        |                                  |
| Vitória | 15–5   | Iliarde Santos     | Nocaute Técnico (socos)   | UFC Fight Night: Maia vs. Shields    | 09/10/2013 | 2     | 4:31  | Barueri                   |                                  |
| Derrota | 14–5   | Jussier Formiga    | Decision (unânime)        | UFC on FX: Belfort vs. Rockhold      | 18/05/2013 | 3     | 5:00  | Jaraguá do Sul            |                                  |
| Derrota | 14–4   | John Moraga        | Finalização (guilhotina)  | UFC 155: dos Santos vs. Velasquez II | 29/12/2012 | 3     | 1:11  | Las Vegas, Nevada         |                                  |
| Vitória | 14–3   | Josh Ferguson      | Decisão (unânime)         | UFC on Fuel TV: Muñoz vs. Weidman    | 11/07/2012 | 3     | 5:00  | San Jose, California      | Estréia nos Moscas               |
| Vitória | 13–3   | Takeya Mizugaki    | Decisão (unânime)         | UFC 144: Edgar vs. Henderson         | 26/02/2012 | 3     | 5:00  | Saitama                   |                                  |
| Vitória | 12–3   | Vaughan Lee        | Decisão (dividida)        | UFC 138: Leben vs. Muñoz             | 05/11/2011 | 3     | 5:00  | Birmingham                |                                  |
| Derrota | 11–3   | Michael McDonald   | Decisão (dividida)        | UFC 130: Rampage vs. Hamill          | 28/05/2011 | 3     | 5:00  | Las Vegas, Nevada         |                                  |
| Vitória | 11–2   | Will Campuzano     | Decisão (unânime)         | UFC: Fight For The Troops 2          | 22/01/2011 | 3     | 5:00  | Fort Hood, Texas          | estréia no UFC.                  |
| Derrota | 10–2   | Renan Barão        | Finalização (mata leão)   | WEC 53: Henderson vs. Pettis         | 16/12/2010 | 1     | 3:47  | Glendale, Arizona         |                                  |
| Vitória | 10–1   | Rafael Rebello     | Decisão (unânime)         | WEC 49: Varner vs. Shalorus          | 20/06/2010 | 3     | 5:00  | Edmonton, Alberta         |                                  |
| Vitória | 9–1    | Rolando Velasco    | Nocaute Técnico (socos)   | LTD: Rumble in Richmond              | 24/10/2009 | 2     | 3:17  | Richmond, California      | Ganhou o Título Mundial do ISCF. |
| Vitória | 8–1    | Alvin Cacdac       | Finalização (mata leão)   | WCSC: The Awakening                  | 30/05/2009 | 1     | 3:56  | San Francisco, California |                                  |
| Vitória | 7–1    | Anthony Figueroa   | Finalização (mata leão)   | Strikeforce: Melendez vs. Thomson    | 14/06/2008 | 2     | 4:34  | San Jose, California      |                                  |
| Derrota | 6–1    | Mark Oshiro        | Nocaute Técnico (socos)   | ShoXC 5                              | 21/03/2008 | 1     | 2:38  | Friant, California        |                                  |
| Vitória | 6–0    | Rick McCorkell     | Decisão (unânime)         | ShoXC 3                              | 26/10/2007 | 3     | 5:00  | Santa Ynez, California    |                                  |
| Vitória | 5–0    | Anthony Figueroa   | Decisão (unânime)         | Strikeforce: Shamrock vs. Baroni     | 22/06/2007 | 3     | 3:00  | San Jose, California      |                                  |
| Vitória | 4–0    | David Barrios      | Nocaute (chute na cabeça) | CCFC: Total Elimination              | 12/05/2007 | 2     | 1:34  | Santa Rosa, California    |                                  |
| Vitória | 3–0    | Andrew Valladerez  | Decisão (unânime)         | Strikeforce: Young Guns              | 10/02/2007 | 3     | 3:00  | San Jose, California      |                                  |
| Vitória | 2–0    | Walt Hughes        | Decisão (unânime)         | Warrior Cup 1                        | 12/08/2006 | 3     | 5:00  | Stockton, California      |                                  |
| Vitória | 1–0    | Ralph Alvarado     | Decisão (unânime)         | ICFO 1: Stockton                     | 13/05/2006 | 3     | 5:00  | Stockton, California      |                                  |